# Varicela
Varicela, também conhecida no Brasil por catapora, é uma doença altamente contagiosa causada pela infeção inicial com o vírus varicela-zoster (VVZ). A doença provoca erupções cutâneas características na pele, a partir das quais se formam pequenas bolhas muito pruriginosas que ganham crosta. Tem geralmente início no peito, nas costas e na face, espalhando-se depois para o resto do corpo. Entre outros possíveis sintomas estão febre, fadiga e dores de cabeça. Os sintomas começam-se a manifestar entre dez a vinte e um dias após a exposição ao vírus e geralmente duram entre cinco a dez dias. As complicações podem incluir pneumonia, inflamação do cérebro e infeções da pele por bactérias. A doença é frequentemente mais grave em adultos do que em crianças.
A varicela é geralmente transmitida por via aérea, propagando-se facilmente através das gotículas produzidas pela tosse e espirros de uma pessoa infetada. A pessoa infetada é contagiosa desde um a dois dias antes do aparecimento da erupção cutânea até que todas as lesões tenham ganho crosta. Pode também ser transmitida pelo contacto direto com as bolhas. As pessoas com zona podem transmitir varicela às pessoas que não estejam imunes através de contacto com as lesões. O diagnóstico da doença geralmente baseia-se nos sintomas. Em casos pouco comuns, pode ser confirmado com um exame da reação em cadeia da polimerase (RCP) do líquido das bolhas. Pode ainda ser realizado um exame aos anticorpos no sangue para determinar se a pessoa é ou não imune. Geralmente as pessoas só desenvolvem a doença uma vez na vida. Embora possam ocorrer novas infeções, estas reinfeções geralmente não causam quaisquer sintomas.
A vacina contra a varicela esteve na origem de uma diminuição acentuada do número de casos e complicações da doença. A vacina protege da doença entre 70 e 90% das pessoas, com maior benefício para os casos mais graves. Muitos países recomendam a vacinação de rotina das crianças. A vacinação no prazo de três dias após a exposição pode melhorar o prognóstico em crianças. O tratamento de pessoas infetadas consiste em pomada de calamina para diminuir a comichão, em manter as unhas cortadas para diminuir as lesões provocadas ao coçar e na administração de paracetamol para diminuir a febre. Nos grupos em maior risco de complicações, está recomendada a administração de antivirais como o aciclovir.
A varicela ocorre em todas as partes do mundo. Em 2013, ocorreram 140 milhões de casos de varicela e de herpes zoster em todo o mundo. Antes da vacinação de rotina, o número de casos anuais era semelhante ao número de pessoas nascidas nesse ano. Desde a introdução da vacina, o número de infeções diminuiu 90%. Um em cada 60 000 casos resulta em morte. Em 2015 a varicela causou 6400 mortes em todo o mundo, uma diminuição em relação às 8900 em 1990. Até ao fim do século XIX, a varicela e a varíola eram consideradas a mesma doença. Foi em 1888 que se concluiu estar associada à herpes zoster.

## Etimologia
O termo "varicela" tem origem no termo francês varicelle.
"Catapora" vem do tupi tatapora, que significa "mancha de fogo", ou "marca de fogo" através da junção de tatá ("fogo") e pora ("marca, mancha, ferida").
"Zóster" tem origem no grego zostér, "cinturão".

## História
A varicela ocorre em todas as regiões do mundo. Em 2013, ocorreram 140 milhões de casos de varicela e herpes zoster No mesmo ano, a varicela provocou a morte a 7000 pessoas, uma diminuição em relação às 8900 em 1990. Cerca de 1 em cada 60 000 casos resultam em morte. Antes da introdução da vacinação de rotina, o número de casos em cada ano era idêntico ao número de nascimentos. Nos Estados Unidos, desde que a vacinação foi introduzida, o número de casos diminuiu 90%. Até ao fim do século XIX, a varicela não era considerada uma condição distinta da varíola. Em 1888, foi determinada a sua relação com a herpes-zóster.

## Causa e diagnóstico
A varicela é uma doença de transmissão por via aérea que se transmite facilmente através da tosse e espirros da pessoa infetada. É contagiosa desde um a dois dias antes do aparecimento das manchas na pele até que todas as lesões tenham cicatrizado. Pode também ser transmitida através do contacto com as bolhas. A doença é geralmente diagnosticada com base nos sintomas manifestados. Em casos pouco comuns, pode ser confirmada com análises de reação em cadeia da polimerase (PCR) ao líquido das bolhas ou às crostas. É possível realizar exames aos anticorpos para determinar se uma pessoa é ou não imune à doença. Geralmente, cada pessoa contrai varicela apenas uma vez em toda a vida.

## Prevenção, tratamento e epidemiologia
A vacina contra a varicela permitiu diminuir o número de casos e complicações da doença. Protege entre 70 a 90% das pessoas com a doença, sendo o benefício maior em casos graves. Em muitos países recomenda-se a vacinação de rotina das crianças. A vacinação nos três dias seguintes à exposição pode melhorar o prognóstico em crianças. O tratamento de pessoas infetadas pode incluir pomada de calamina para diminuir o prurido, cortar as unhas rentes de modo a diminuir as lesões, provocadas ao coçar, e a administração de paracetamol para diminuir a febre. Para os grupos com maior risco de complicações é recomendado o uso de antivirais como o aciclovir.

## Sintomas e sinais

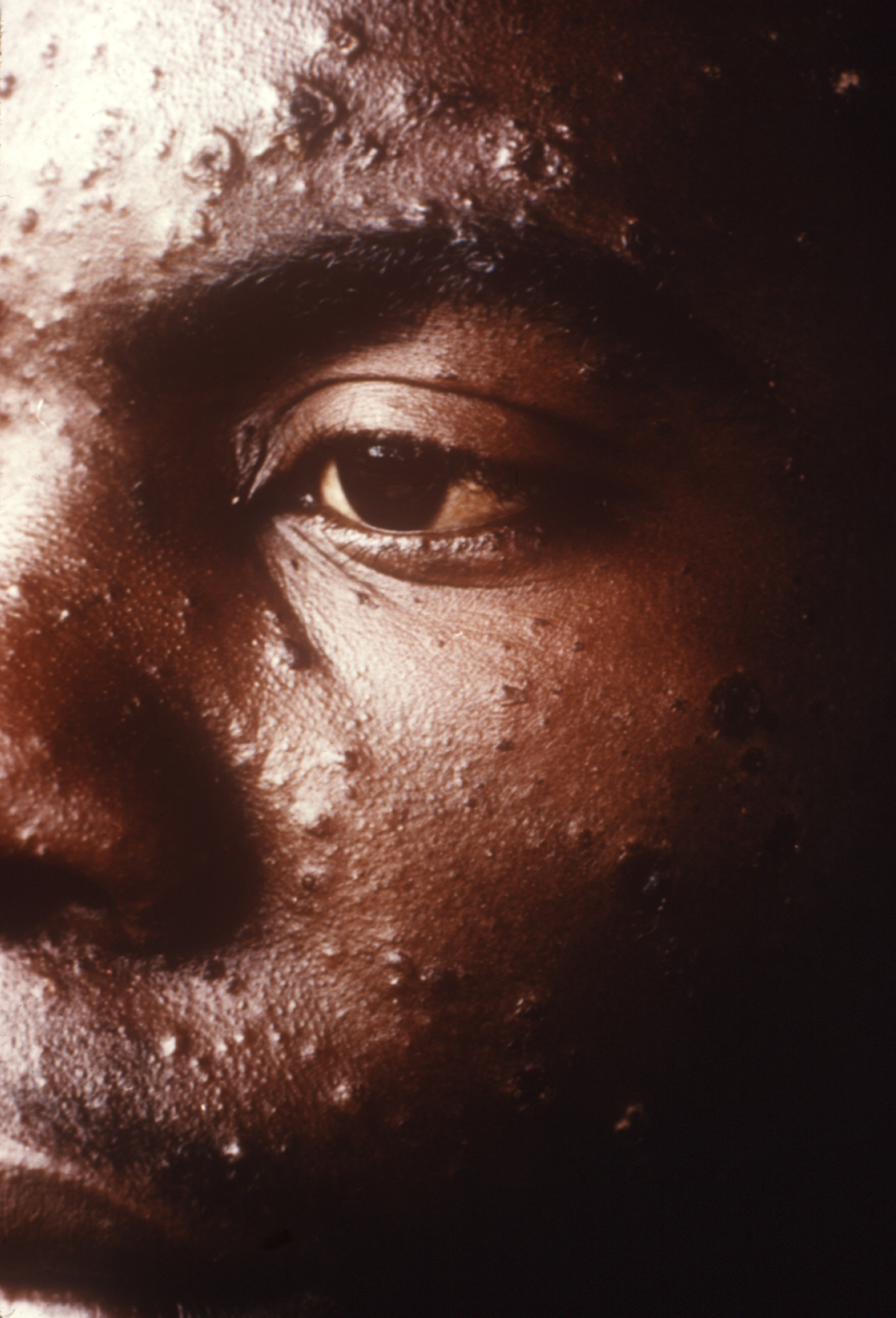
Varicela no quinto dia

A varicela é uma das várias doenças, comuns na infância, que geram lesões arredondadas e avermelhadas por todo o corpo (exantemas). As outras com sintomas similares são sarampo, rubéola, roséola, escarlatina e o eritema infeccioso.
Os sintomas iniciais são:
- Febre 37,5 °C e 39,5
- Mal-estar
- Falta de apetite
- Dor de cabeça
- Cansaço
- Lesões avermelhadas na pele

As lesões avermelhadas na pele, seu sintoma mais característico, aparece entre um ou dois dias depois da infeção quando surgem por todo o corpo e que conforme os dias passam vão virando pequenas bolhas cheias de líquido. Eventualmente essas bolhinhas formam uma crostas que provocam muita coceira, mas que diminui o risco de transmissão.

## Transmissão

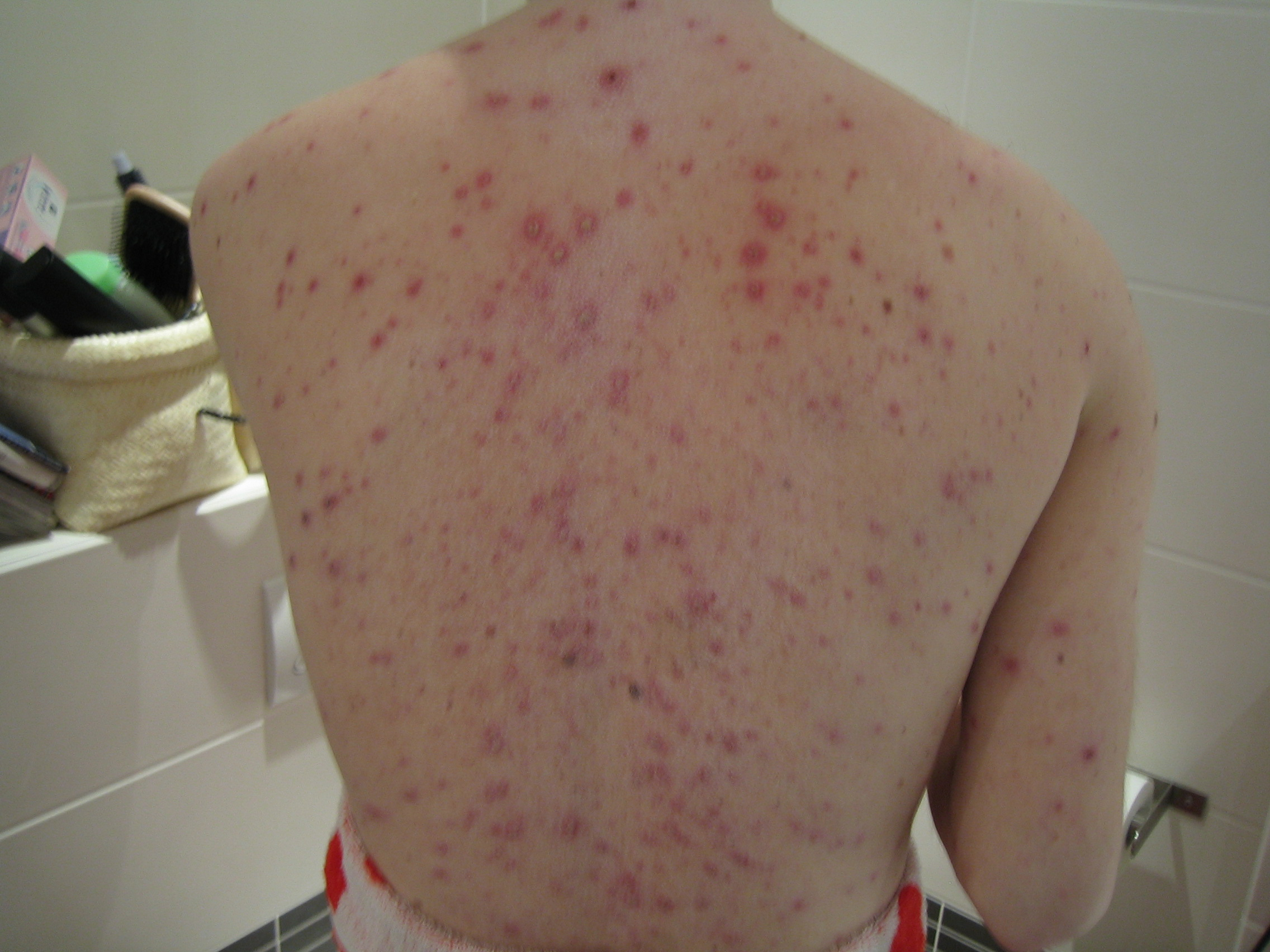
Além de respirar saliva infectada, encostar nas lesões da pele também pode transmitir a doença a quem nunca teve ou não foi vacinado

É altamente infecciosa, infectando a maioria das pessoas que nunca tiveram a doença e passaram mais de uma hora com uma pessoa infectada. A transmissão se dá por via aérea, em gotículas de espirros ou de tosse, ou pelo contato com as lesões avermelhadas (exantemas). É possível a transmissão do vírus na fase zóster para crianças não vacinadas, o que dificulta muito a erradicação da doença.
Alguém com varicela começa a infectar outras pessoas cerca de um a dois dias antes de as bolinhas vermelhas começarem a aparecer e continua infectando por cerca de cinco a seis dias até que todas as bolhas tenham formado cascas. A transmissão também pode ocorrer durante a gestação (da mãe para o feto) causando complicações para ambos.

## Fisiopatologia

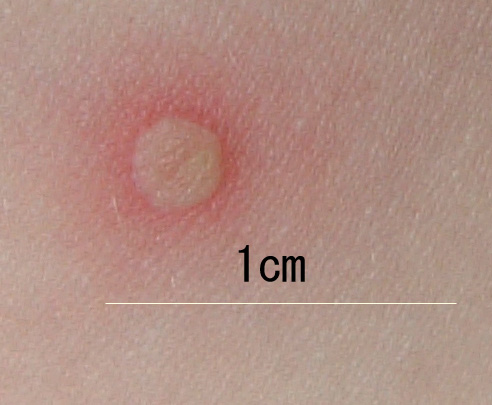
Bolha de catapora no sétimo dia

O vírus entra no corpo pela via respiratória ou pela conjuntiva do olho, multiplica-se e dissemina-se pelo sangue, até a pele. O período de incubação até o surgimento das pústulas é de cerca de 21 dias.
As erupções maculopapulares ou exantemas são seguidas de erupções vesiculoeritematosas muito pruriginosas (ou seja, pústulas que causam comichão). As pústulas apresentam-se com base vermelha e cúpula transparente ("gota de orvalho em pétala de rosa"), com cerca de 3 milímetros de diâmetro. Várias gerações de exantemas surgem durante cerca de 4 dias, com vários estágios em diferentes áreas da pele simultaneamente (ao contrário da varíola). Os exantemas são mais frequentes na região torácica, mas podem aparecer em todo o corpo, incluindo no couro cabeludo e na mucosa oral.
A varicela é geralmente inofensiva, exceto em doentes com imunodeficiência ou em neonatos, em que pode causar infecções do cérebro ou do pulmão potencialmente mortais. Nos adultos, os sintomas são mais sérios e a doença mais perigosa, podendo levar à ocorrência de pneumonia intersticial (em 20% dos casos adultos ou na adolescência). Existem casos em adultos com problemas renais onde a doença pode-se agravar causando falha renal. A Síndrome de Reye é uma complicação incomum que aparece em quem tomou aspirinas ou remédios similares durante a infecção e causam lesões ao cérebro e fígado.

## Diagnóstico
O diagnóstico é feito principalmente através do quadro clínico-epidemiológico. O vírus pode ser isolado para análise retirando exemplares das lesões vesiculares durante os primeiros 3 a 4 dias de erupção. A detecção do DNA viral pode ser feita por PCR. A detecção dos antigênios virais ou de anticorpos específicos pode ser feita por imunofluorescência.

## Tratamento

### Limpeza local
Banhos com permanganato de potássio, soluções iodadas ou sabonetes bactericidas são comumente aconselhados para aliviar a coceira e ajudar na cicatrização rápida das feridas. No entanto, o uso incorreto pode causar queimaduras e reações alérgicas. Compressas de permanganato de potássio (1ml para cada 40.000ml de água) ou água boricada (na concentração de 2% da água do banho), várias vezes ao dia. Deve-se ter o cuidado de proteger os olhos contra o permanganato.

### Infecções
Se houver início de infecção, antibióticos podem ser receitados. Entre os cuidados sugeridos ao paciente durante o período de infecção, estão cortar sempre as unhas e deixá-las bem limpas, evitando o contato com pessoas com baixa capacidade imunológica. Usar roupas leves pode evitar calor e aliviar as coceiras, usar luvas na hora de dormir, e evitar ao máximo coçar as feridinhas que ajudam a evitar marcas permanentes.

## Prognóstico

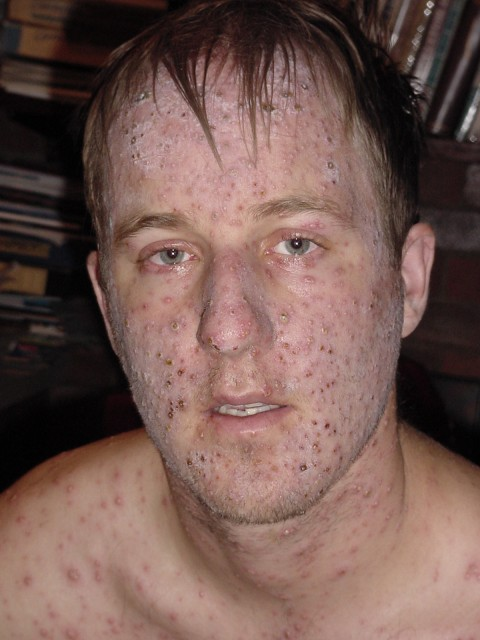
Infeções causadas por S. aureus ou Streptococcus pyogenes podem levar a quadros sistêmicos de sepse, com artrite, pneumonia, endocardite, encefalite ou meningite e glomerulonefrite

A maioria das crianças e adultos se recuperam em algumas semanas apenas descansando e bebendo muita água, mas alguns casos envolvem complicações como:
- Pele mais vermelha
- Dor no peito
- Dores nos locais lesionados
- Dificuldade de respirar

Nesses casos é sinal que as lesões infeccionaram e precisam de acompanhamento médico para administrar um antibiótico adequado.
Cerca de 5-14% dos adultos com catapora desenvolvem problemas pulmonares, como pneumonia, especialmente fumantes.
Durante a gravidez
Complicações são especialmente problemáticas em grávidas e recém-nascidos. Quanto mais cedo na gravidez for a infecção, maior o risco para o feto de desenvolver má-formações, porém mesmo cedo o risco dificilmente afeta mais que 2% dos fetos de grávidas com catapora. Já após o 5 mês pode ocorrer parto prematuro. Caso um recém-nascido seja infectado a catapora costuma ser mais grave.
Baixa imunidade
Quem possui um sistema imunológico muito debilitado pode ter como complicações:
- Pneumonias
- Septicemias
- Meningites

Pessoas que tomem medicamentos para doença autoimune ou para cancro ou que tem síndrome da imunodeficiência adquirida (SIDA) são particularmente vulneráveis a complicações.